# A Laundry Clean-Up
 (juillet 2025).
Pour plus de détails, voir Fiche technique et Distribution.
A Laundry Clean-Up est un film américain réalisé par Ferris Hartman, sorti en 1917.

## Fiche technique
- Titre original : A Laundry Clean-Up
- Réalisation : Ferris Hartman
- Scénario : Ferris Hartman, Ralph Spence
- Photographie : Elgin Lessley
- Production : Mack Sennett
- Société de production : Keystone
- Société de distribution : Keystone
- Pays d’origine :  États-Unis
- Langue originale : anglais
- Format : noir et blanc — 35 mm — 1,37:1 — Film muet
- Genre : Comédie
- Date de sortie :
  - États-Unis : 13 mai 1917

## Distribution
- Frank Darien (en)
- Vera Reynolds
- Rose Pomeroy
- Arthur Moon